# جاكوب يونغ (لاعب كرة قدم)
جاكوب يونغ (بالإنجليزية: Jacob Young) هو لاعب كرة قدم أسترالي، ولد في 2000.

## وصلات خارجية
- جاكوب يونغ (لاعب كرة قدم) على موقع قاعدة بيانات كرة القدم.إي يو (الإنجليزية)
- جاكوب يونغ (لاعب كرة قدم) على موقع Soccerway.com (الإنجليزية)